# Aksakal

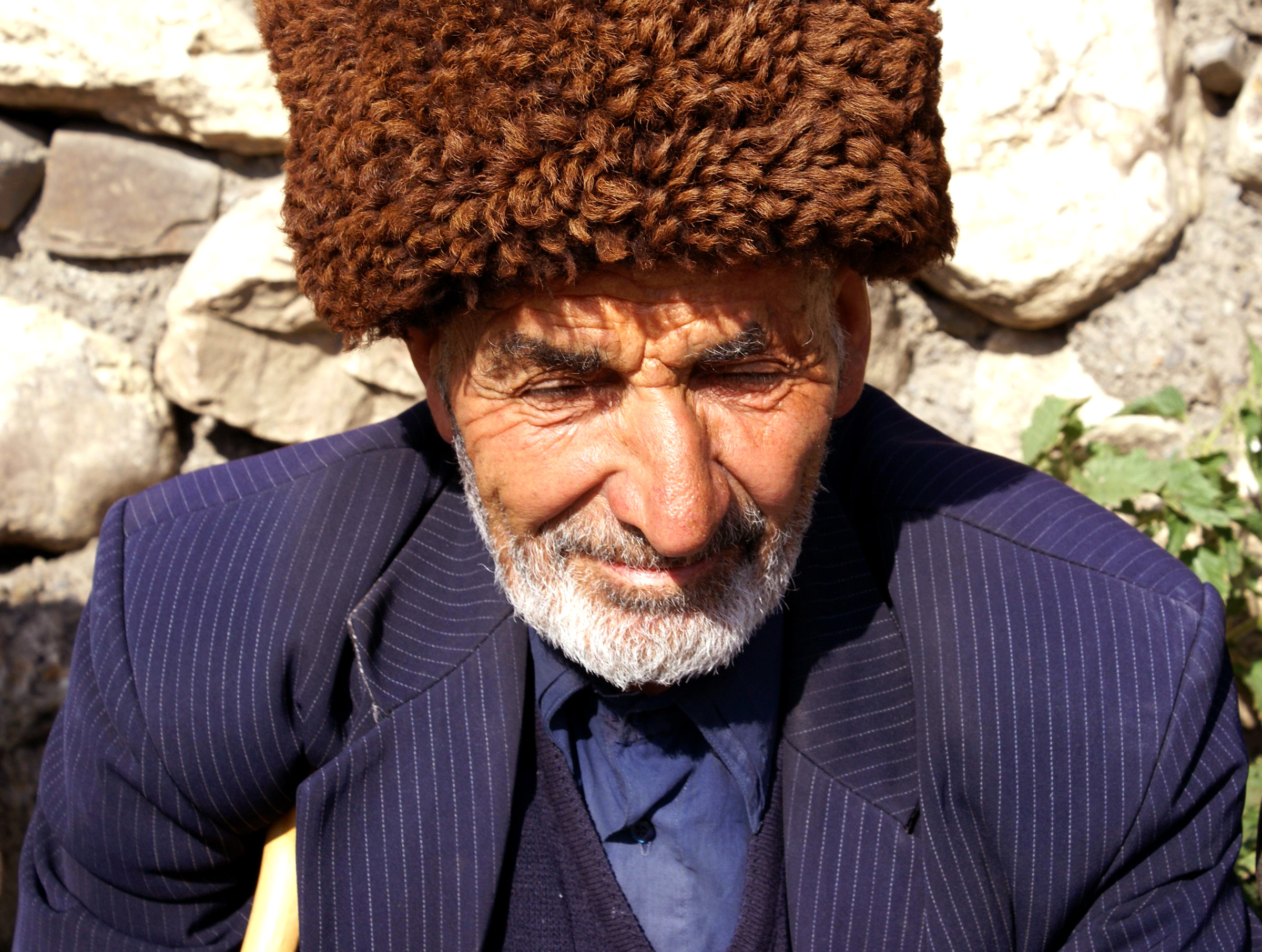
Un aksakal de Khinalug.

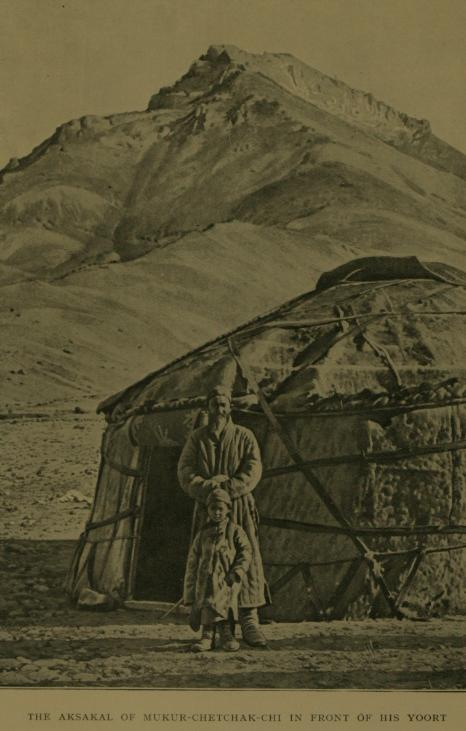
Un aksakal en 1909.

Un aksakal (ou parfois transcrit aqsaqal, en langues turques, littéralement « barbe blanche ») réfère métaphoriquement à l'homme le plus âgé et le plus sage de la communauté dans certaines parties de l'Asie centrale et du Caucase. Traditionnellement, l'aksakal était le dirigeant d'un village ou d'un aoul jusqu'à l'époque soviétique. À la fois conseillers et juges, ces anciens ont ou avaient un rôle dans la politique et le système judiciaire dans certains pays ou tribus. Par exemple, il y a des cours d'aksakals au Kirghizistan. En Ouzbékistan, où la société a été traditionnellement plus sédentaire que la plupart des tribus turques nomades, les villes étaient divisées en mahallas. Chaque mahalla fonctionne sous la direction d'un aksakal. Les aksakals avaient un rôle prépondérant au cours de djiens. Le Qurultay pouvaient être un conseil des akasalals. 
L'écrivain tatare Toufan Minnoullin fait souvent référence aux aksakals.

## Renaissance des cours d'aksakals au Kirghizistan
En 1995, Askar Akaïev, alors président du Kirghizistan, a annoncé un décret pour remettre en place les cours d'aksakals. Les cours auraient compétence sur les biens, la responsabilité civile et le droit de la famille. Les cours d'aksakals ont été finalement inclus dans la constitution kirghize sous l'article 92. En 2006, il y avait approximativement 1 000 cours d'aksakals pour tout le Kirghizistan, y compris la capitale Bichkek. Pour Akaïev, le développement de ces cours concourrait à la renaissance de l'identité nationale kirghize. Dans un discours de 2005, il a souligné leur lien avec le passé nomade du pays, et loué le fait que ces cours expriment la capacité d'autogestion du peuple kirghize.